# Resolutie 1827 Veiligheidsraad Verenigde Naties
Resolutie 1827 van de Veiligheidsraad van de Verenigde Naties werd unaniem door de VN-Veiligheidsraad aangenomen op 30 juli 2008. De resolutie zette de waarnemingsmissie in de grensstreek tussen Ethiopië en Eritrea stop vanwege de aanhoudende tegenwerking van dat laatste land.

## Achtergrond
Na de Tweede Wereldoorlog werd Eritrea bij Ethiopië gevoegd als een federatie. In 1962 maakte keizer Haile Selassie er een provincie van, waarop de Eritrese Onafhankelijkheidsoorlog begon. In 1991 bereikte Eritrea na een volksraadpleging die onafhankelijkheid. Er bleef echter onenigheid over een aantal grensplaatsen.
In 1998 viel Eritrea de stad Badme binnen, gevolgd door de bezetting van de rest van de Yirga Driehoek. Volgens Eritrea ging het historisch gezien om Eritrees grondgebied. Het lukte Ethiopië het gebied uiteindelijk weer in handen te krijgen, maar de gevechten kostten beide landen duizenden levens en miljarden dollars. 
In 2000 werd in Algiers een akkoord bereikt en een 25 kilometer brede veiligheidszone ingesteld die door de UNMEE-vredesmacht wordt bewaakt. Een gezamenlijke grenscommissie wees onder meer de stad Badme toe aan Eritrea, maar anno 2018 wordt het gebied nog steeds door Ethiopië bezet.

## Inhoud

### Waarnemingen
Met het Algiers-Akkoord hadden Eritrea en Ethiopië ermee ingestemd dat de grensafbakeningen van de Eritrees-Ethiopische Grenscommissie definitief en bindend zouden zijn. Nu was de tegenwerking van Eritrea tegen de UNMEE-waarnemingsmissie zo groot geworden dat het mandaat er niet langer kon worden uitgevoerd en de missie zich genoodzaakt zag Eritrea tijdelijk te verlaten.

### Handelingen
Met ingang op 31 juli 2008 beëindigde de Veiligheidsraad daarom het mandaat van UNMEE. Beide partijen werden desondanks opgeroepen het vredesakkoord tussen beiden te blijven uitvoeren en niet naar geweld of provocaties te grijpen.
Secretaris-generaal Ban Ki-moon werd gevraagd de mogelijkheden van een nieuwe VN-aanwezigheid in Ethiopië en Eritrea te verkennen en ten slotte om de Raad op de hoogte te houden van de situatie.

## Verwante resoluties
- Resolutie 1767 Veiligheidsraad Verenigde Naties (2007)
- Resolutie 1798 Veiligheidsraad Verenigde Naties

Lijst ·  1795 ·  1796 ·  1797 ·  1798 ·  1799 ·  1800 ·  1801 ·  1802 ·  1803 ·  1804 ·  1805 ·  1806 ·  1807 ·  1808 ·  1809 ·  1810 ·  1811 ·  1812 ·  1813 ·  1814 ·  1815 ·  1816 ·  1817 ·  1818 ·  1819 ·  1820 ·  1821 ·  1822 ·  1823 ·  1824 ·  1825 ·  1826 ·  1827 ·  1828 ·  1829 ·  1830 ·  1831 ·  1832 ·  1833 ·  1834 ·  1835 ·  1836 ·  1837 ·  1838 ·  1839 ·  1840 ·  1841 ·  1842 ·  1843 ·  1844 ·  1845 ·  1846 ·  1847 ·  1848 ·  1849 ·  1850 ·  1851 ·  1852 ·  1853 ·  1854 ·  1855 ·  1856 ·  1857 ·  1858 ·  1859